# ماجراهای کاپیتان هاتراس
ماجراهای کاپیتان هاتراس (فرانسوی: Voyages et aventures du capitaine Hatteras‎) رمانی است در سبک ماجراجویانه در دو بخش که توسط ژول ورن نویسنده فرانسوی نگاشته شده‌است
این رمان اولین بار در سال ۱۸۶۴ به چاپ رسید
این اثر توسط عباس مشایخی به فارسی ترجمه و توسط نشر موج در سال ۱۳۷۱ به چاپ رسیده‌است.